# Ryder Hesjedal
Ryder Hesjedal (Victoria, Colúmbia Britànica, 9 de desembre de 1980) és un ciclista canadenc, professional des del 2004 fins al 2016.
El seu major èxit esportiu és la victòria al Giro d'Itàlia de 2012, en què s'imposà per tan sols 16 segons al català Joaquim Rodríguez. Amb aquesta victòria es convertia en el primer canadenc a guanyar el Giro i una gran volta. També destaquen dues victòries d'etapa a la Volta a Espanya, el 2009 i el 2014.
També competia en ciclisme de muntanya.

## Palmarès en ruta
- 2002
  - 1r a la París-Mantes-en-Yvelines Espoirs
- 2007
  -  Campió del Canadà de contrarellotge individual
  - Vencedor de la classificació de la muntanya del Tour de Georgia
- 2009
  - Vencedor d'una etapa de la Volta a Espanya
- 2010
  - Vencedor d'una etapa de la Volta a Califòrnia
- 2012
  -  1r al Giro d'Itàlia
- 2014
  - Vencedor d'una etapa a la Volta a Espanya

### Resultats a la Volta a Espanya
- 2006. Abandona (17a etapa)
- 2009. Abandona (18a etapa). Vencedor d'una etapa
- 2014. 24è de la classificació general. Vencedor d'una etapa

### Resultats al Giro d'Itàlia
- 2005. Abandona (13a etapa)
- 2008. 60è de la classificació general
- 2012.  1r de la classificació general
- 2013. No surt (13a etapa)
- 2014. 9è de la classificació general
- 2015. 5è de la classificació general
- 2016. Abandona (14a etapa)

### Resultats al Tour de França
- 2008. 47è de la classificació general
- 2009. 49è de la classificació general
- 2010. 7è de la classificació general
- 2011. 18è de la classificació general
- 2012. No surt (7a etapa)
- 2013. 70è de la classificació general
- 2015. 40è de la classificació general

## Palmarès en ciclisme de muntanya
- 2001
  -  Campió del món en Camp a través per relleus (amb Roland Green, Adam Coates i Chrissy Redden)
- 2002
  -  Campió del món en Camp a través per relleus (amb Roland Green, Alison Sydor i Max Plaxton)